# Имаи, Куруми
Куруми Имаи (яп. 今井 胡桃,  род. 24 сентября 1999) — японская сноубордистка, участница зимних Олимпийских игр 2018 года, чемпионка зимней Универсиады 2019 года в хаф-пайпе, бронзовый призёр зимних Азиатских игр 2017 года, двукратная чемпионка Японии.

## Биография
Куруми Имаи родилась в 1999 году. С 6 лет по примеру отца и старшего брата начала заниматься сноубордом. С самого начала Куруми стала выступать в дисциплине хафпайп. С 2013 года Имаи начала принимать участие в турнирах FIS, проходивших на территории Японии. В 14 лет Куруми выиграла взрослый чемпионат Японии, став самой молодой чемпионкой в истории страны. 14 февраля 2016 года Куруми Имаи дебютировала на домашнем этапе Кубка мира в Саппоро, где смогла опередить ряд спортсменок, заняв итоговое 14-е место. Спустя неделю Имаи во второй раз в карьере выиграла чемпионат Японии в хафпайпе. Сезон 2016/2017 японская сноубордистка начала с победы на этапе Кубка Австралии — Новой Зеландии. В феврале 2017 года Куруми Имаи выиграла свою первую международную награду. На Азиатских играх в Саппоро Имаи стала бронзовым призёром, уступив только китаянкам Лю Цзяюй и Цай Сюэтун. В марте того же года спортсменка дебютировала на чемпионате мира. На первенстве в Имаи не смогла пробиться в финал, заняв 12-е место. В декабре 2017 года Куруми была близка к попаданию на пьедестал этапа Кубка мира в Китае, но осталась на 4-м месте, уступив двум местным спортсменкам и соотечественнице Сэне Томита.
На зимних Олимпийских играх 2018 года в южнокорейском Пхёнчхане Имаи была близка к попаданию в финал соревнований в хафпайпе. После первой попытки квалификационного раунда Имаи с результатом 54,75 балла шла на 11-м месте. Вторую попытку японская сноубордистка выполнила чуть хуже, но так как сразу несколько спортсменок смогли улучшить свой результат, то Куруми откатилась на 15-е место и завершила борьбу за медали.

## Результаты

### Олимпийские игры
| Олимпийские игры | HP |
| ---------------- | -- |
| Пхёнчхан 2018    | 15 |

### Чемпионаты мира
| Чемпионат мира     | HP |
| ------------------ | -- |
| Сьерра-Невада 2017 | 12 |